# Partia Socjaldemokratyczna (Portugalia)
Partia Socjaldemokratyczna (port. Partido Social Democrata, PSD) – portugalska partia centrowo-prawicowa, reprezentująca nurty chadecki, konserwatywno-liberalny i konserwatywny, członek Europejskiej Partii Ludowej. Ugrupowanie rządziło lub współrządziło Portugalią w latach 1979–1995 i 2002–2005. Od 21 czerwca 2011 partia, w wyniku wygranych wyborów do kolejnych w 2015 roku ponownie była ugrupowaniem współrządzącym. Współtworzyła centroprawicowy pierwszy rząd Pedra Passosa Coelho.

## Podstawowe fakty
Nazwa ugrupowania jest myląca i nie odnosi się do ideologii socjaldemokracji. Ugrupowanie zostało założone jako centrolewicowe, obecnie jest to partia centroprawicowa. W 1996 opuściło Międzynarodówkę Liberalną, a od końca lat 90. jego przedstawiciele w Parlamencie Europejskim zasiadają w Europejskiej Partii Ludowej (wcześniej PSD należała do Partii Europejskich Liberałów, Demokratów i Reformatorów). Członek PSD i były premier z jej ramienia José Manuel Durão Barroso w latach 2004–2014 był przewodniczącym Komisji Europejskiej. Partia wydaje własny tygodnik „Povo Livre” (Wolny Lud). Pierwszy numer gazety ukazał się 13 sierpnia 1974.

## Historia

### Początki
PSD powstała po rewolucji goździków 6 maja 1974, kiedy to Francisco Sá Carneiro, Francisco Pinto Balsemão i Joaquim Magalhães Mota publicznie ogłosili utworzenie ugrupowania nazywanego wówczas PPD – Ludowa Partia Demokratyczna (port. Partido Popular Democrático, PPD). Pierwsze spotkanie członków PPD miało miejsce w Pavilhão dos Desportos (Salonie Sportu) w Lizbonie 25 października 1974, a miesiąc później odbył się pierwszy oficjalny kongres partyjny. 17 stycznia 1975 6,3 tys. podpisów wysłano do Sądu Najwyższego w celu zarejestrowania partii, co zostało uczynione 8 dni później.

### W rządzie i w opozycji
PSD brała udział w wielu gabinetach, które rządziły Portugalią po rozpoczęciu procesu transformacji. W tym czasie powstawały instytucje demokratyczne. W 1979 PSD utworzyła koalicję wyborczą wraz z Centrum Socjalno-Demokratycznym i innymi mniejszymi partiami znaną jako Sojusz Demokratyczny (AD). AD zwyciężyła w wyborach parlamentarnych w końcu 1979, a lider PSD Francisco Sá Carneiro został premierem. Koalicja zwiększyła swój stan posiadania w parlamencie w wyniku przyspieszonych wyborów w 1980, ale pasmo sukcesów zakończyła śmierć premiera Sá Carneiro w katastrofie lotniczej 4 grudnia 1980. Francisco Pinto Balsemão przejął przywództwo zarówno w PSD, jak i w AD, zostając także premierem. Nie miał jednak charyzmy swojego poprzednika i nie potrafił przyciągnąć do partii masowego poparcia.
AD zostało rozwiązane w 1983, a w wyborach parlamentarnych w tym roku PSD przegrała z Partią Socjalistyczną. Jednak socjalistom brakowało sporo głosów do osiągnięcia większości, uformowali więc wielką koalicję znaną jako Blok Centrowy, w skład której weszła także PSD. Wielu prawicowych członków partii włączając w to Aníbala Cavaco Silvę sprzeciwiało się takiej polityce kierownictwa. Kiedy więc Cavaco Silva został liderem partii 2 lipca 1985 wyprowadził PSD z koalicji z socjalistami.
Partia odniosła zwycięstwo w wyborach z 1985, jednak nie uzyskała bezwzględnej większości głosów. Pomimo tego Cavaco Silva został premierem. Zmniejszenie podatków przez jego rząd i liberalizacja gospodarcza zapewniły Portugalii kilka lat wzrostu ekonomicznego. Przedterminowe wybory, które odbyły się w 1987, zapewniły PSD zwycięstwo. Partia uzyskała 50.2% głosów, co przełożyło się na 148 miejsc w parlamencie (na 250). Po raz pierwszy jedna partia portugalska uzyskała większość bezwzględną w wyborach parlamentarnych i dzięki temu mogła samodzielnie sprawować rządy. Kolejne wybory w 1991 PSD wygrała prawie tak samo łatwo, jednak rosnące bezrobocie spowodowało spadek popularności Cavaco Silvy. Partia przegrała wybory w 1995 i 1999, oddając na 7 lat ster rządów socjalistom.
Powrót do władzy miał miejsce w 2002, jednak zwycięstwo nie okazało się zupełnym, ponieważ partia musiała dobrać sobie koalicjanta – została nim Partia Ludowa. Barroso został premierem, jednak po dwóch latach zrezygnował z tej funkcji aby objąć stanowisko szefa Komisji Europejskiej. Jego miejsce zajął Pedro Santana Lopes.
Podczas wyborów z 20 lutego 2005 Santana Lopes poprowadził partię do największej klęski od czasu 1983. PSD utraciła 12% głosów, zdobywając tylko 72 mandaty, a tracąc 30. Jej rywalka Partia Socjalistyczna uzyskała absolutną większość parlamentarną. Od 2006 poparcie dla PSD zaczyna wzrastać: w wyborach prezydenckich jej były przewodniczący Aníbal Cavaco Silva odniósł zwycięstwo w pierwszej turze. W wyborach do Parlamentu Europejskiego z 2009 partia zajęła pierwsze miejsce wygrywając w większości regionów i zdobywając w skali całego kraju nieco ponad milion głosów i 31,71%, co zapewniło jej 8 mandatów w Strasburgu. W wyniku wyborów z 2011 PSD – po sześciu latach spędzonych w opozycji – powróciła do władzy. Jej działacze współtworzą pierwszy rząd Pedra Passosa Coelho.

## Poparcie w wyborach
| Wybory | Poparcie | Zmiana punktów procentowych | Mandaty (Zgromadzenie Narodowe) | Zmiana |
| ------ | -------- | --------------------------- | ------------------------------- | ------ |
| 1976   | 25,23%   | –                           | 73                              | –      |
| 1979   | ?        | ?                           | ?                               | ?      |
| 1980   | ?        | ?                           | ?                               | ?      |
| 1983   | 27%      | ?                           | 75                              | ?      |
| 1985   | 29,87%   | 2,87                        | 88                              | 13     |
| 1987   | 50,22%   | 20,73                       | 148                             | 60     |
| 1991   | 50,60%   | 0,38                        | 135                             | 13     |
| 1995   | 34,12%   | 16,48                       | 88                              | 47     |
| 1999   | 32,32%   | 1,7                         | 83                              | 5      |
| 2002   | 40,15%   | 8,65                        | 105                             | 24     |
| 2005   | 28,70%   | 11,45                       | 75                              | 30     |
| 2009   | 29,09%   | 0,39                        | 81                              | 6      |
| 2011   | 38,65%   | 9,56                        | 108                             | 27     |
| 2015*  | 36,86%   | 1,79                        | 89                              | 19     |
| 2019   | 27,8%    | 9,06                        | 79                              | 10     |
| 2022   | 29,1%    | 1,3                         | 77                              | 2      |

* Jako koalicja Portugalia Naprzód wraz z Partią Ludową

## Liderzy
- Francisco Sá Carneiro (1974–1978, 1978–1980)
- António Sousa Franco (1978)
- José Menéres Pimentel (1978)
- Francisco Pinto Balsemão (1981–1983)
- Nuno Rodrigues dos Santos (1983–1984)
- Carlos Mota Pinto (1984–1985)
- Aníbal Cavaco Silva (1985–1995)
- Fernando Nogueira (1995–1996)
- Marcelo Rebelo de Sousa (1996–1999)
- José Manuel Durão Barroso (1999–2004)
- Pedro Santana Lopes (2004–2005)
- Luís Marques Mendes (2005–2007)
- Luís Filipe Menezes (2007–2008)
- Manuela Ferreira Leite (2008–2010)
- Pedro Passos Coelho (2010–2018)
- Rui Rio (2018-2022)
- Luís Montenegro (od 2022)

### Premierzy
- Francisco Sá Carneiro (1979–1980)
- Francisco Pinto Balsemão (1981–1983)
- Aníbal Cavaco Silva (1985–1995)
- José Manuel Durão Barroso (2002–2004)
- Pedro Santana Lopes (2004–2005)
- Pedro Passos Coelho (2011–2015)

### Prezydenci
- Aníbal Cavaco Silva (2006–2016)
- Marcelo Rebelo de Sousa (od 2016)